# راجيش ميهتا
راجيش ميهتا (بالإنجليزية: Rajesh Mehta)‏ هو شخصية أعمال هندي، ولد في 20 يونيو 1964 في راجكوت في الهند.